# Gålö naturreservat

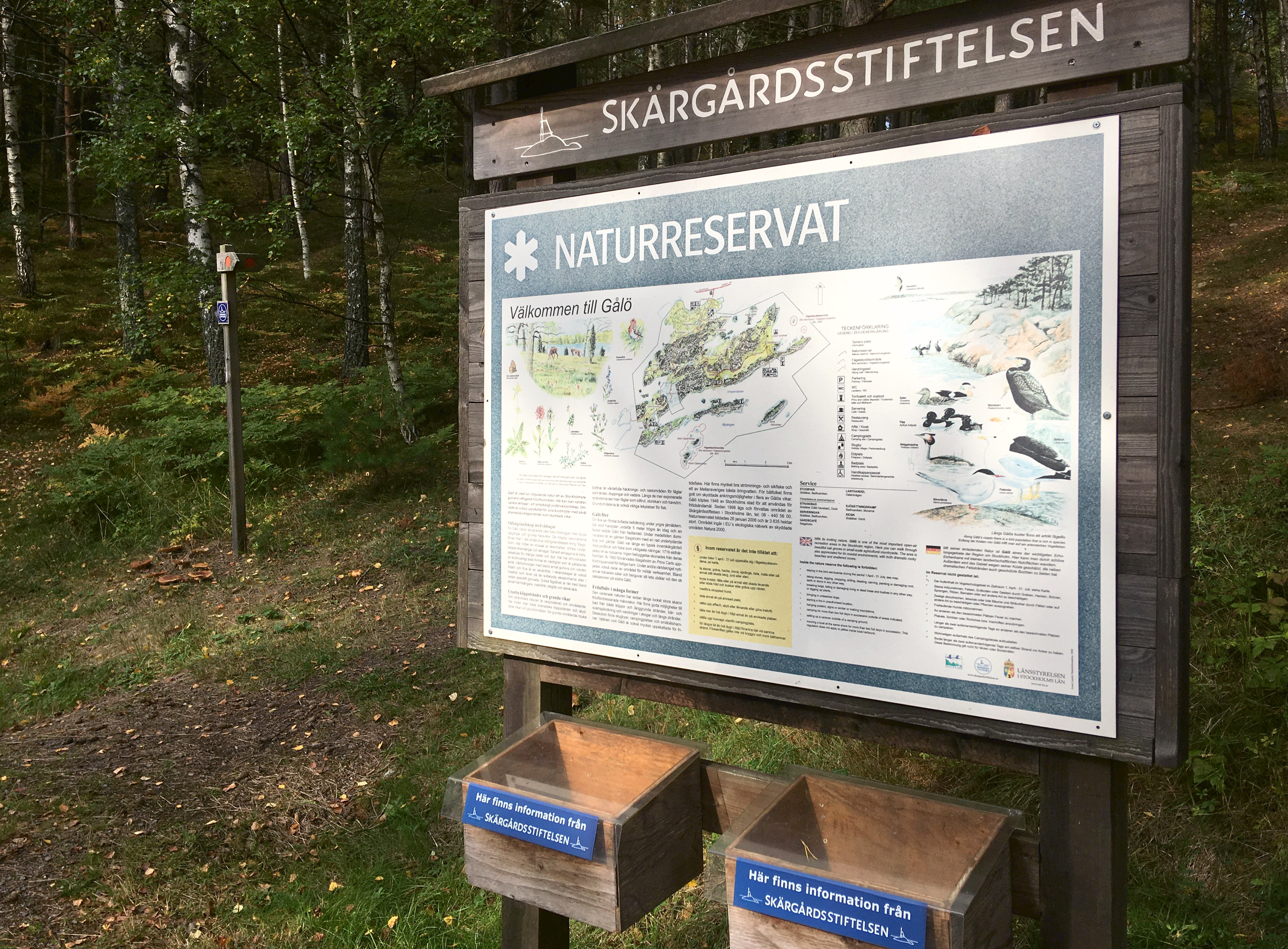
Skärgårdsstiftelsens informationstavla vid entrén till Gålö fornstig.

Gålö naturreservat ligger på halvön Gålö i Haninge kommun, Stockholms län. Naturreservatet bildades den 26 januari 2006 och omfattar nästa hela Gålö. Reservatet, som ägs och förvaltas av Skärgårdsstiftelsen, har en areal om 3 835 hektar, därav land 1 750 hektar och ingår i sin helhet i det europeiska nätverket Natura 2000 av värdefulla naturområden.

## Bakgrund
År 1948 förvärvades Gålö av Stockholms stad med undantag av Sunnansund och västra delen av Oxnö som ägs av försvarsmakten. Tanken bakom köpet var att kunna erbjuda stockholmarna ett stort rekreationsområde för fritid och semester. Sedan 1998 ägs och förvaltas större delen av Gålö av Skärgårdsstiftelsen som utarrenderar alla kommersiella verksamheter och även jordbruket. År 2006 bildades Gålö naturreservat som omfattar förutom större delen av halvön även öarna Långgarn, Stora Rotholmen, fågelskyddsområdet Östra Fjäderholmen och Havtornsklippan med Gålö fyr i söder samt Stora Vassholmen, Högholmen och Gumsen i norr.

## Beskrivning
Gålös landskap har under hundratals år präglats av människornas jordbruk, tidigare skogsavverkningar och nyplanteringar. Särskilt odlingslandskapet kring Stegsholms gård med ett småskaligt kulturlandskap bestående av åkermarker, ekhagar, lundar och betade havsstrandängar har höga kulturvärden. I hagarna finns växter som fältgentiana, låsbräken och solvända. Längs med Gålös cirka 50 kilometer långa strandlinje märks av havet blankslipade klippor, grunda havsvikar och en av Stockholms läns längsta sandstränder (cirka 480 meter), belägen i Skälåkersviken tillhörande Gålö havsbad. 
Mitt på Gålö ligger Norsträsk som är en rest av det forna sundet som delade Gålö i två öar. Här har våtmarken restaurerats för att gynna fågellivet. Norsträsk har blivit en häckningsplats för bland annat knipa, kricka, sothöns, gräsand och sångsvan. Bredberget och Kasberget, 63 respektive 62 meter höga, är Gålös högsta berg. 
Nordöstra Gålö genomkorsas av flera vandrings- och kulturstigar, exempelvis Stora Gålöslingan längd 11,7 kilometer (röd markering), Gålö fornstig längd 3,8 kilometer (orange markering), Havtornsuddslingan längd 4,5 kilometer (blå markering) och Stegsholmsrundan längd 3,3 kilometer (orange markering).

## Bilder

Kulturlandskapet
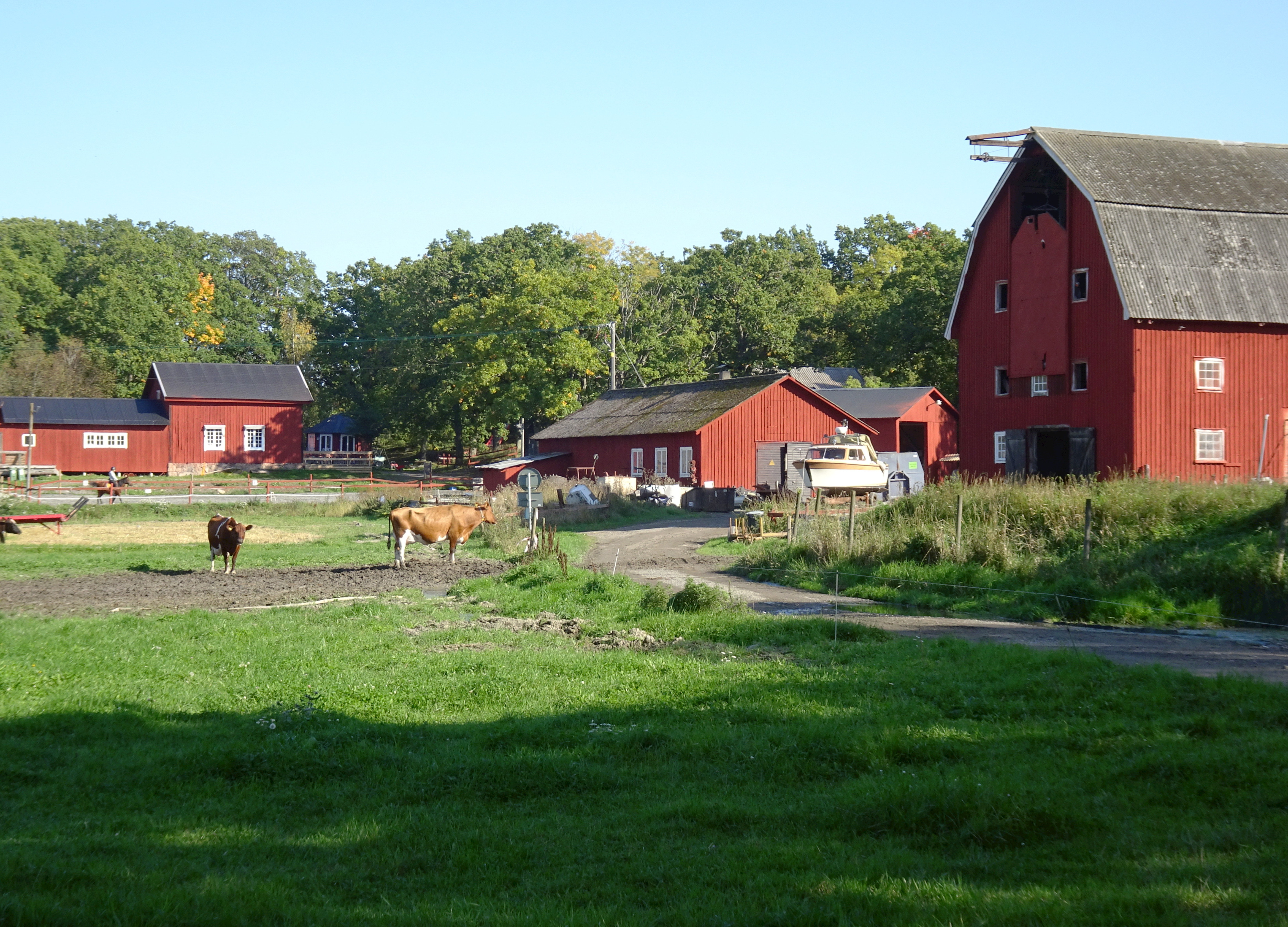
Stegsholms gård
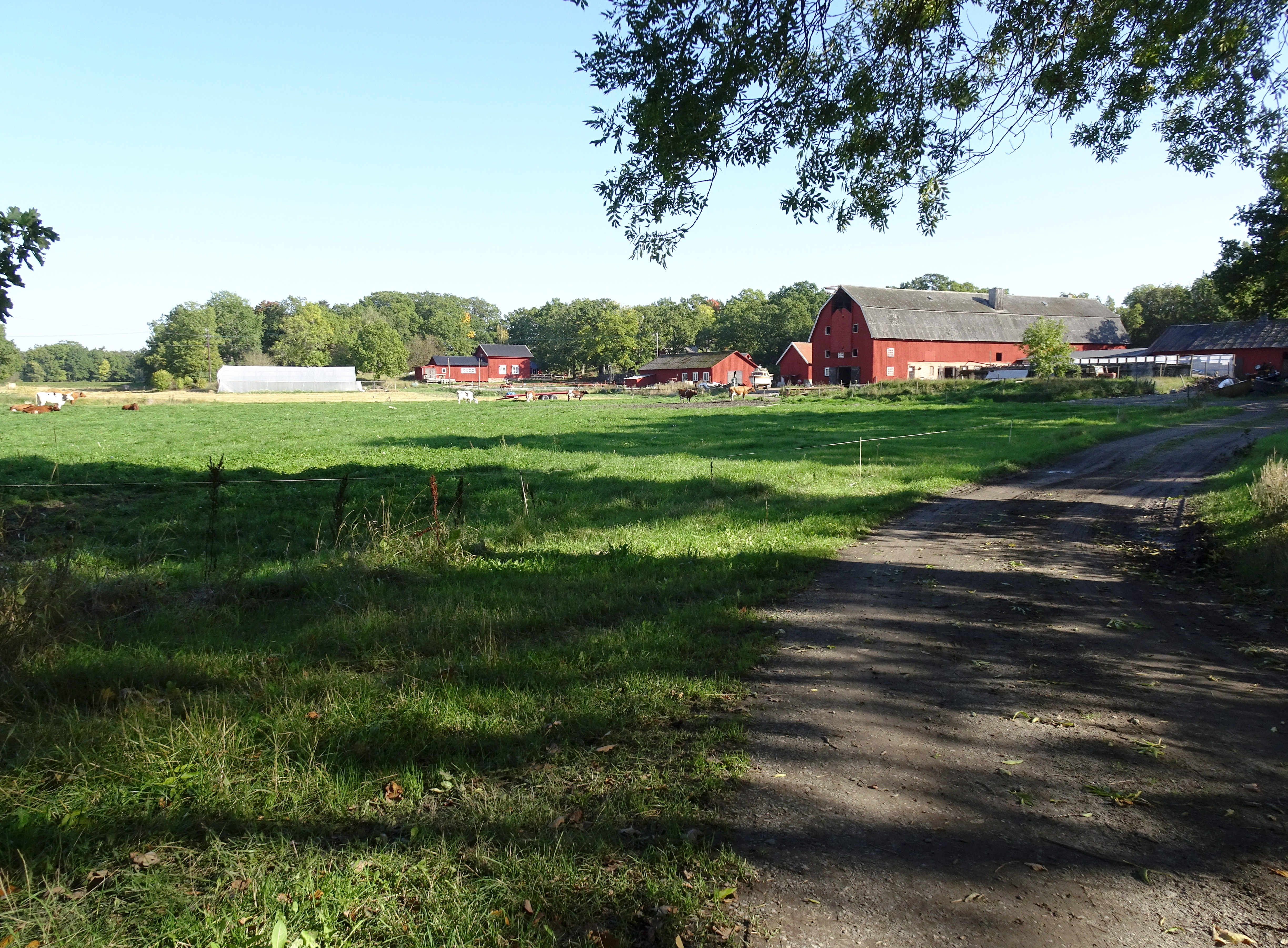
Stegholms gård
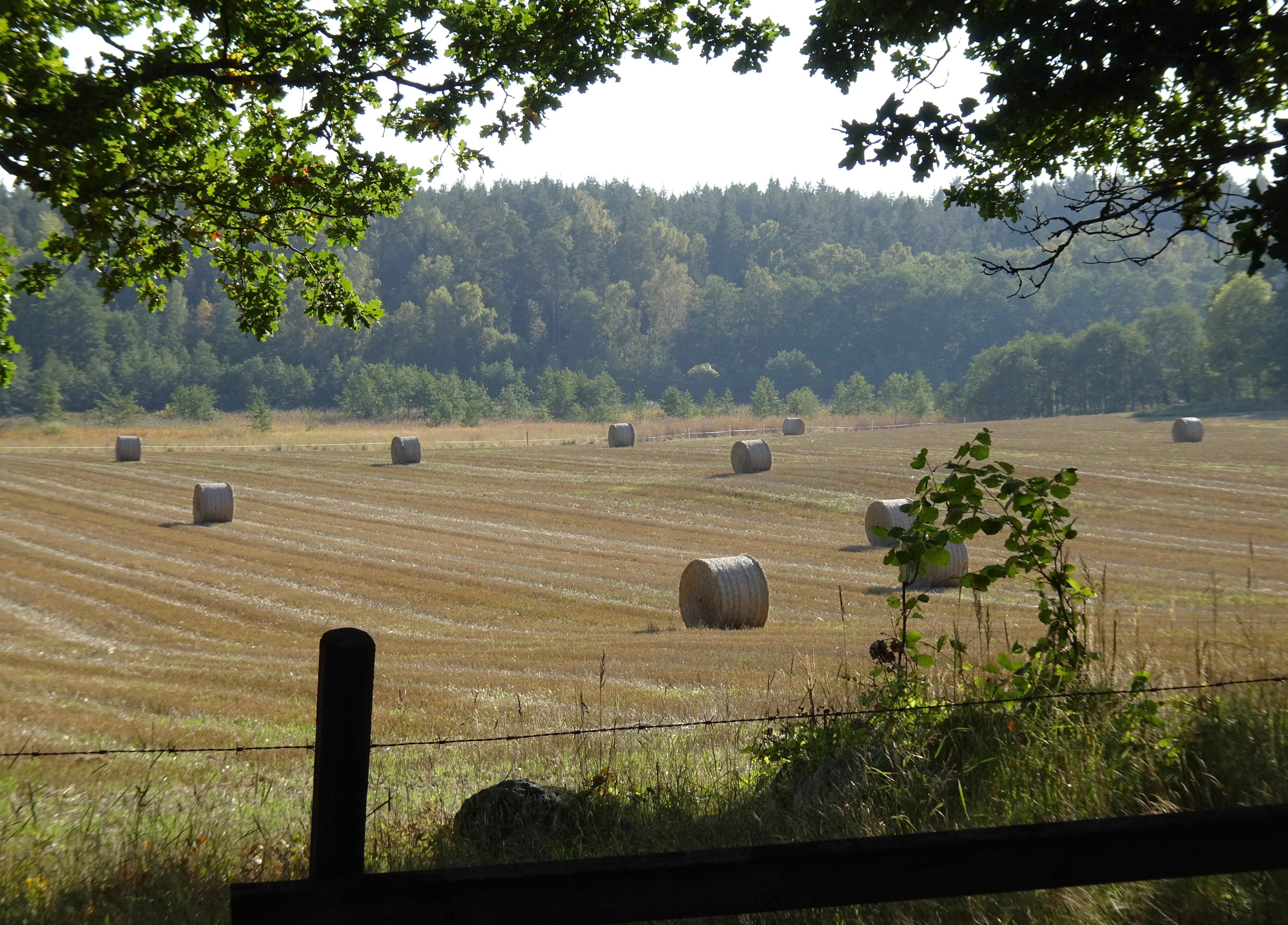
Skördetid vid Stegsholms gård

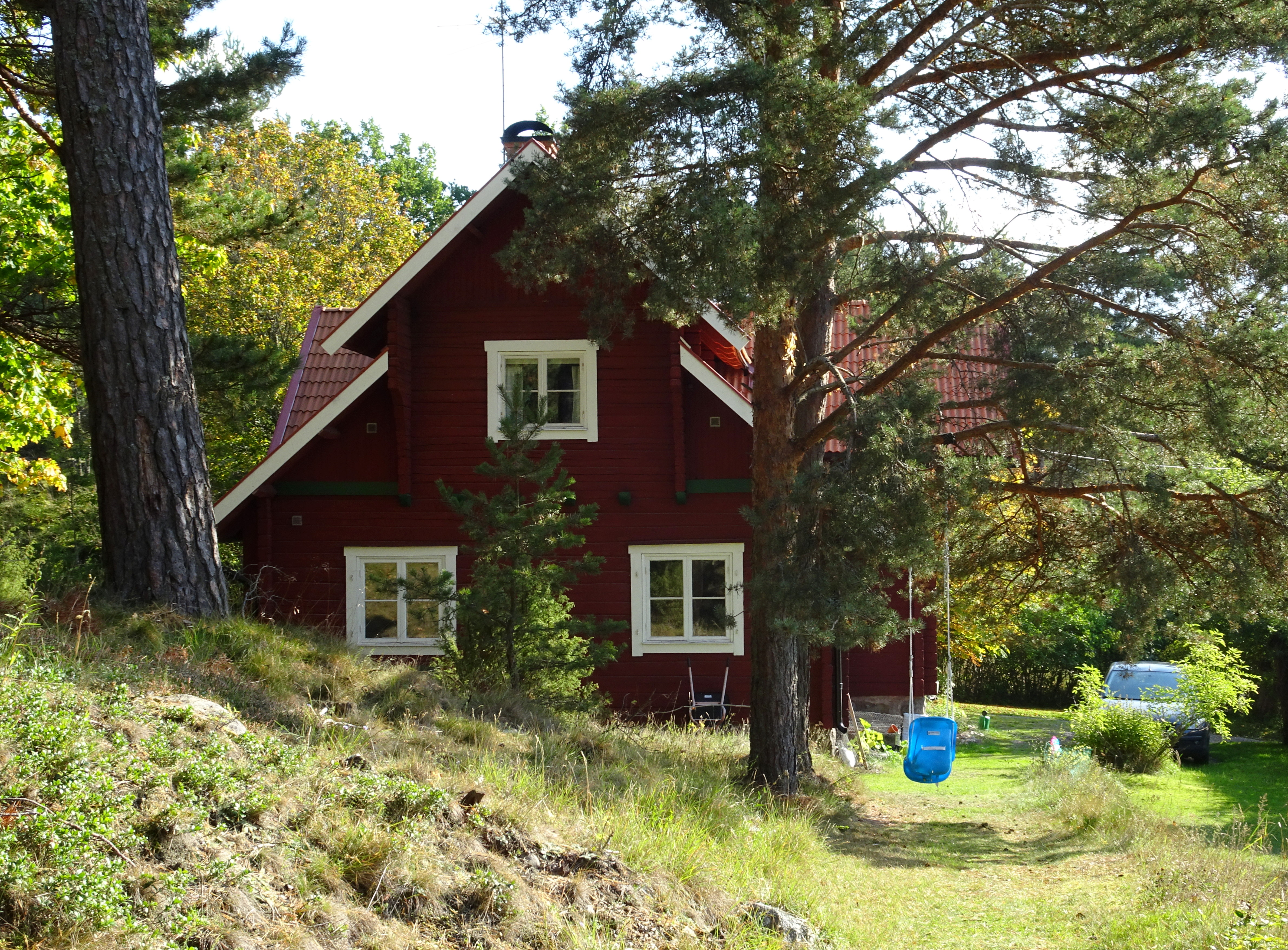
Nor gård
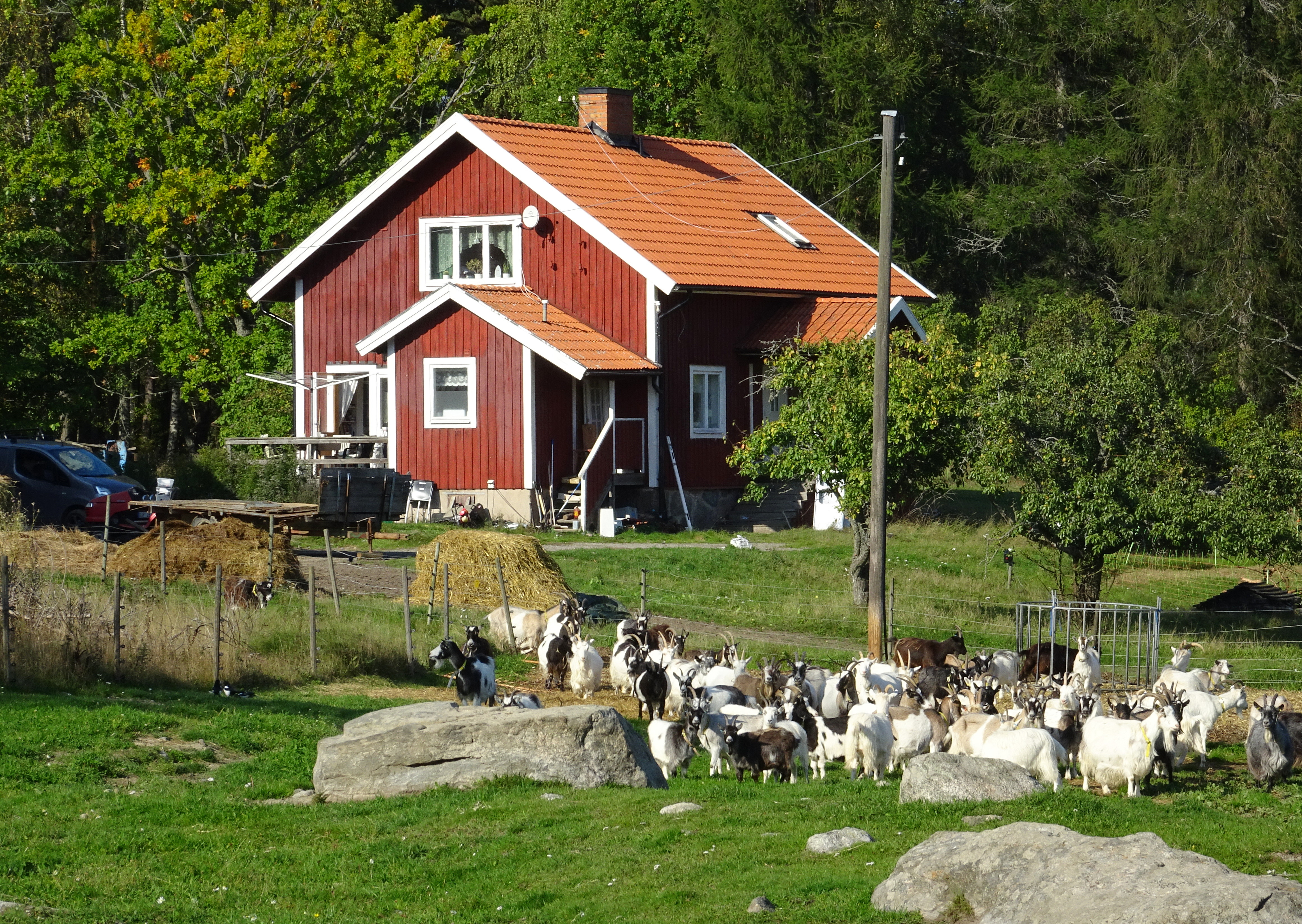
Getter vid Frönäs gård
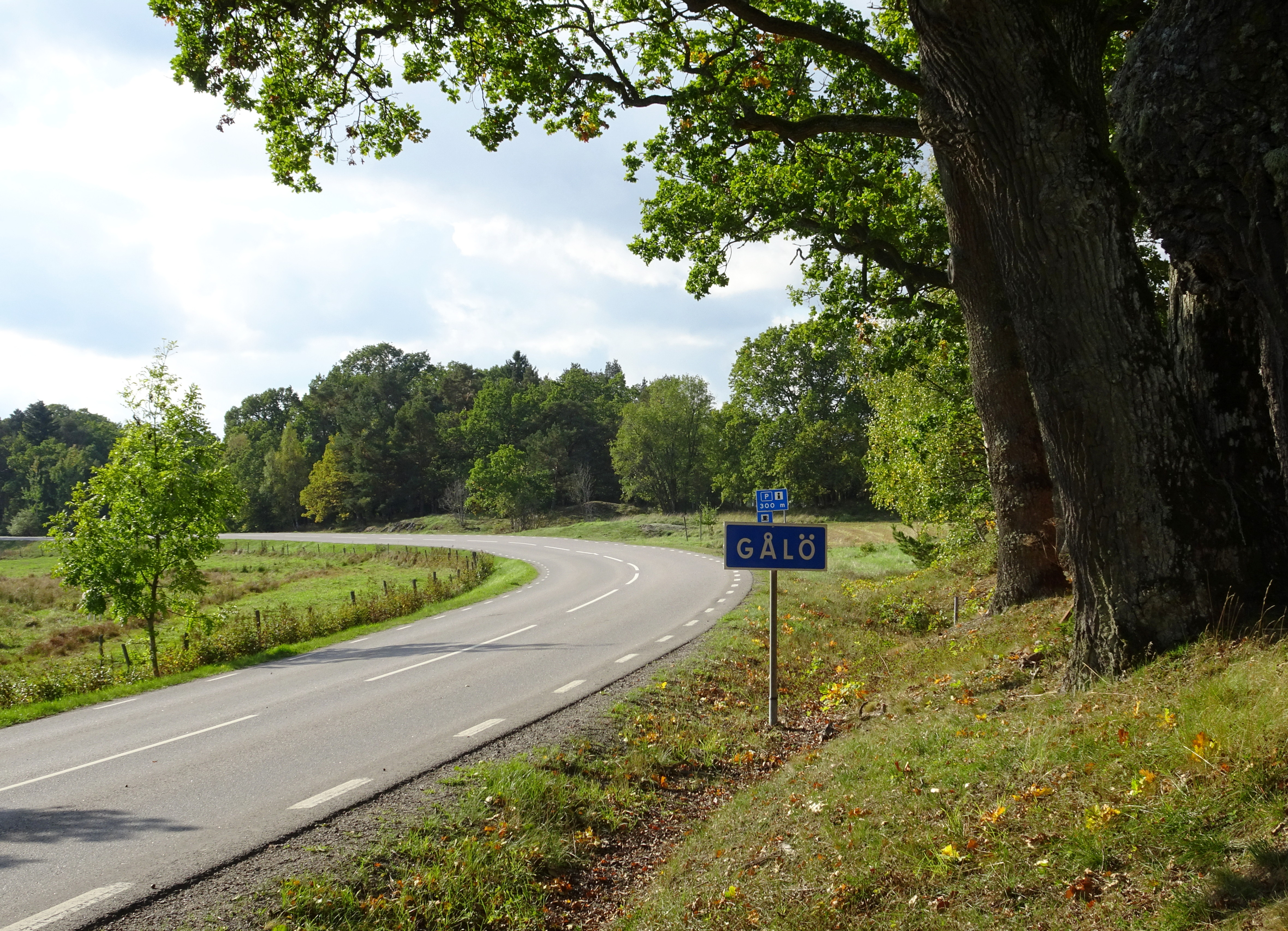
Oxnövägen norr om Stegsholms gård

Kustlandskapet
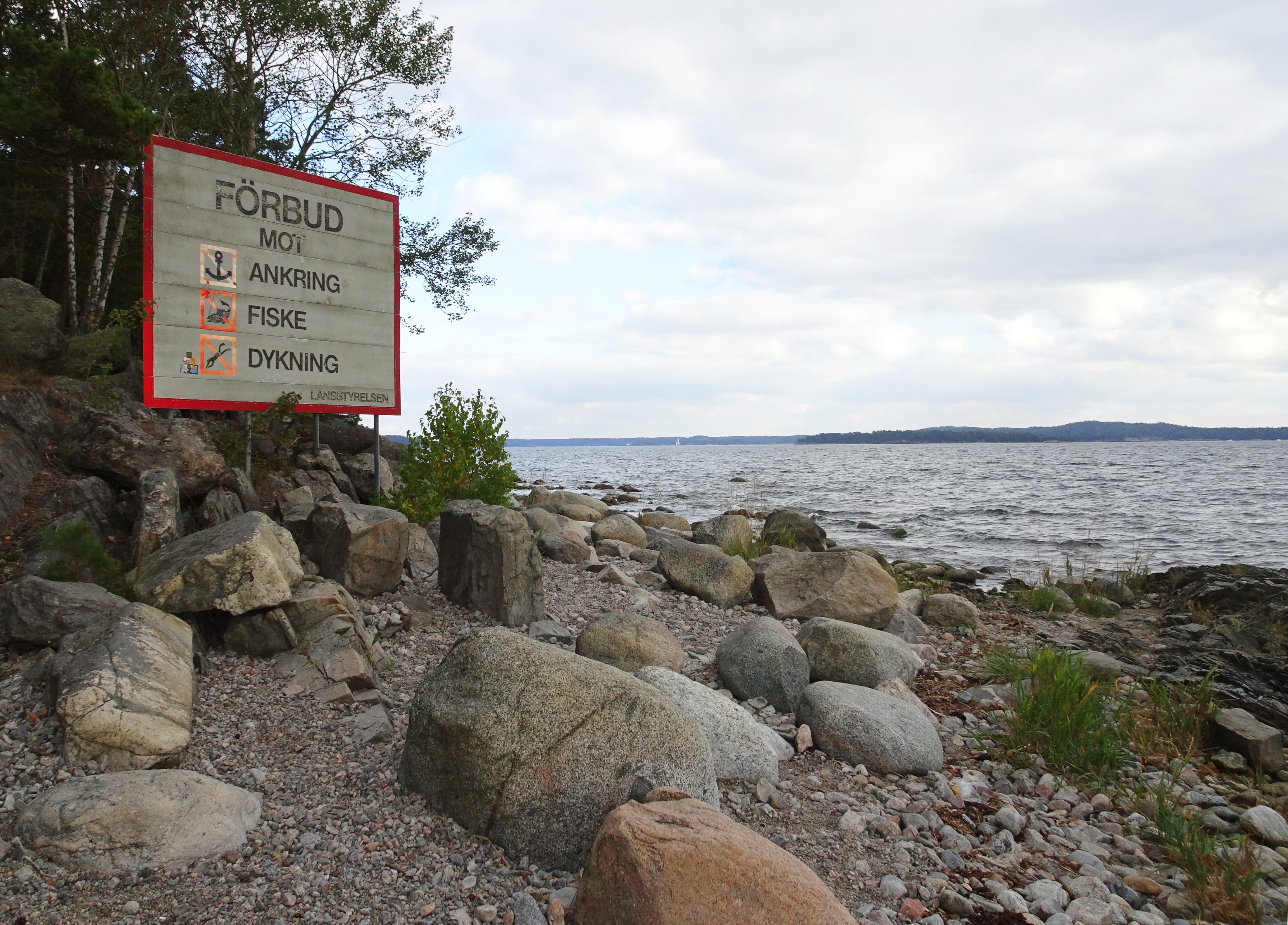
Stenstranden på södra Havstornsudd
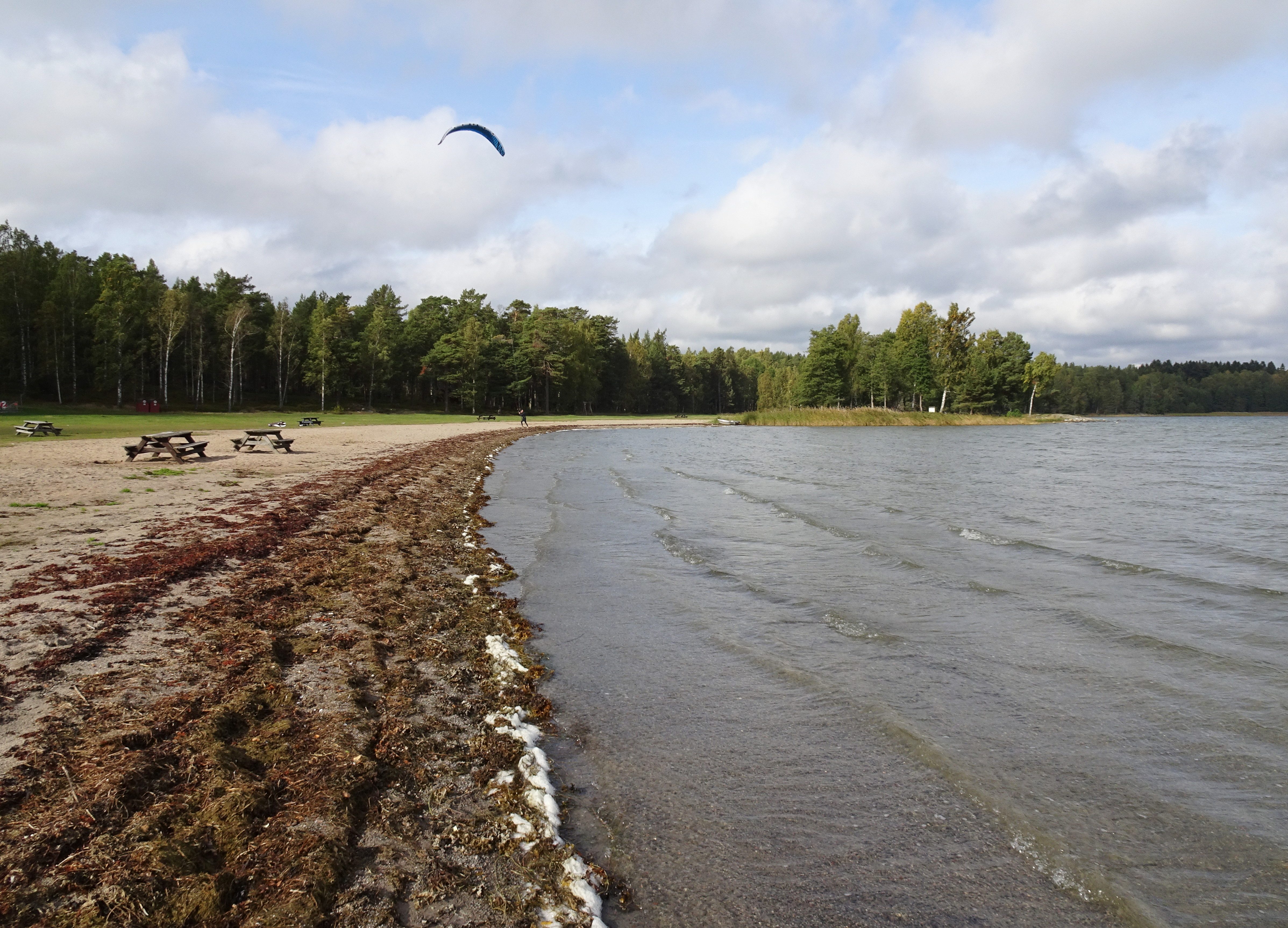
Sandstranden vid Gålö havsbad
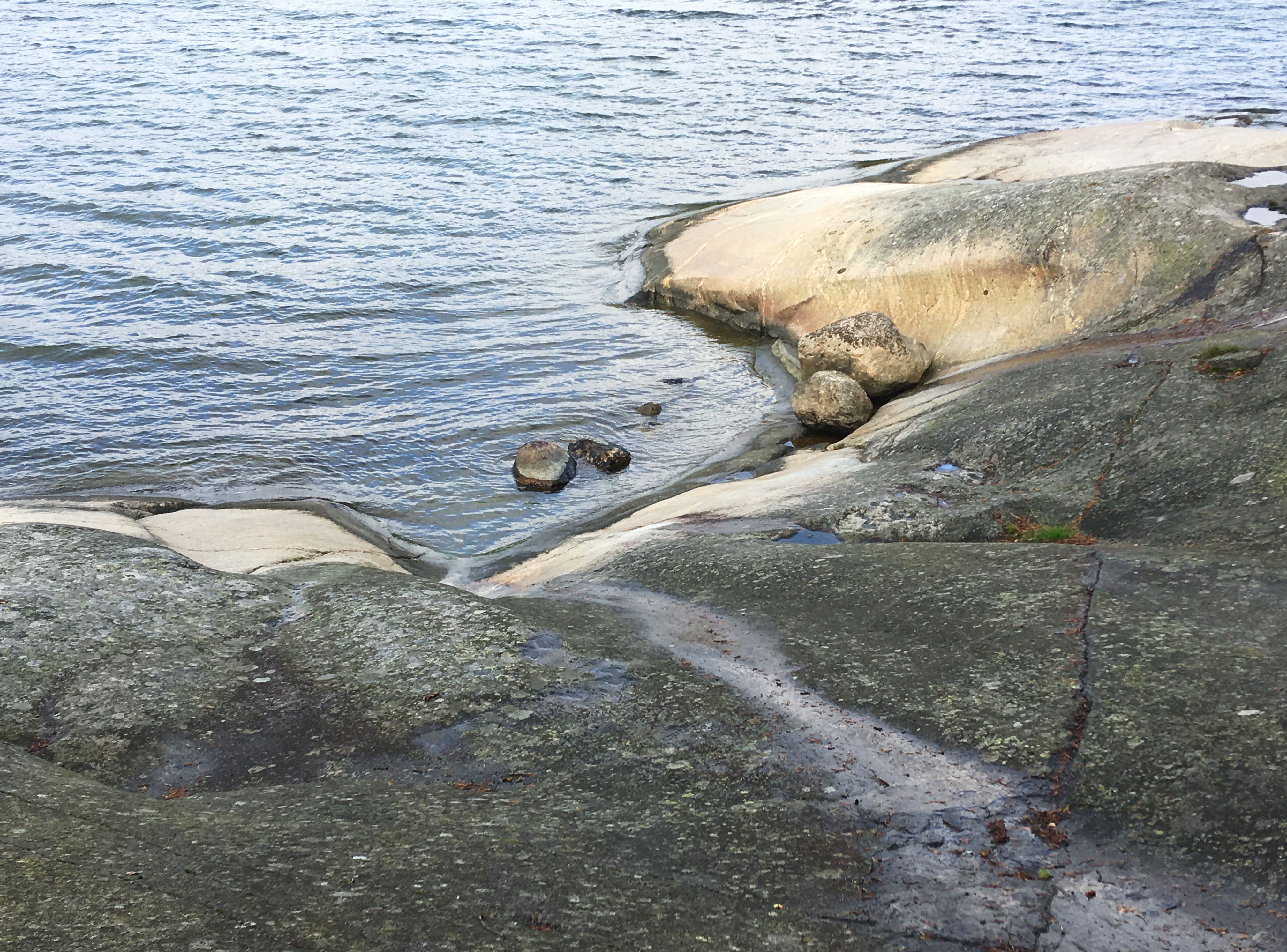
Blankslipade klippor på Skälåkers holme

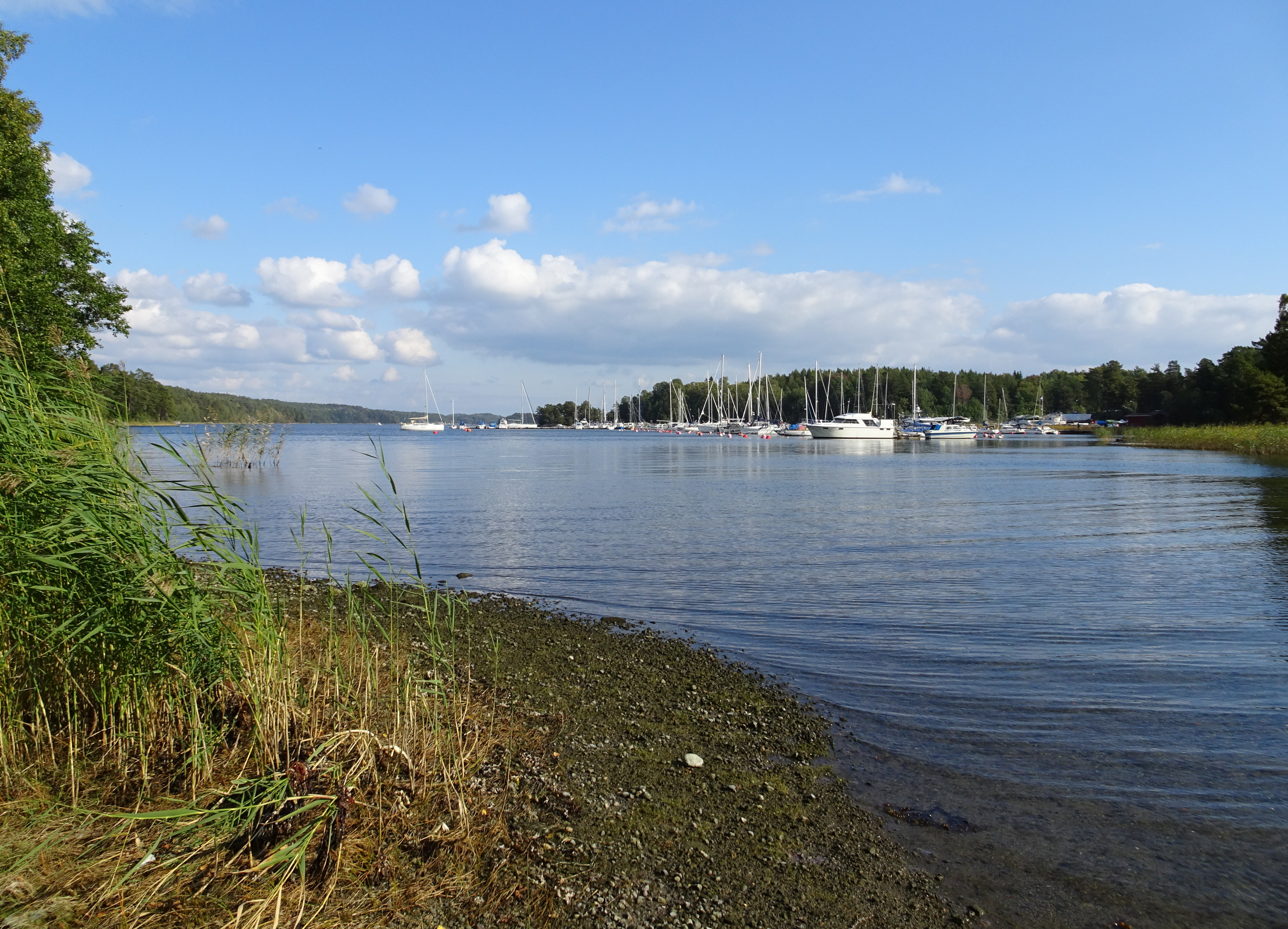
Långgarnsfjärden vid Oxnö
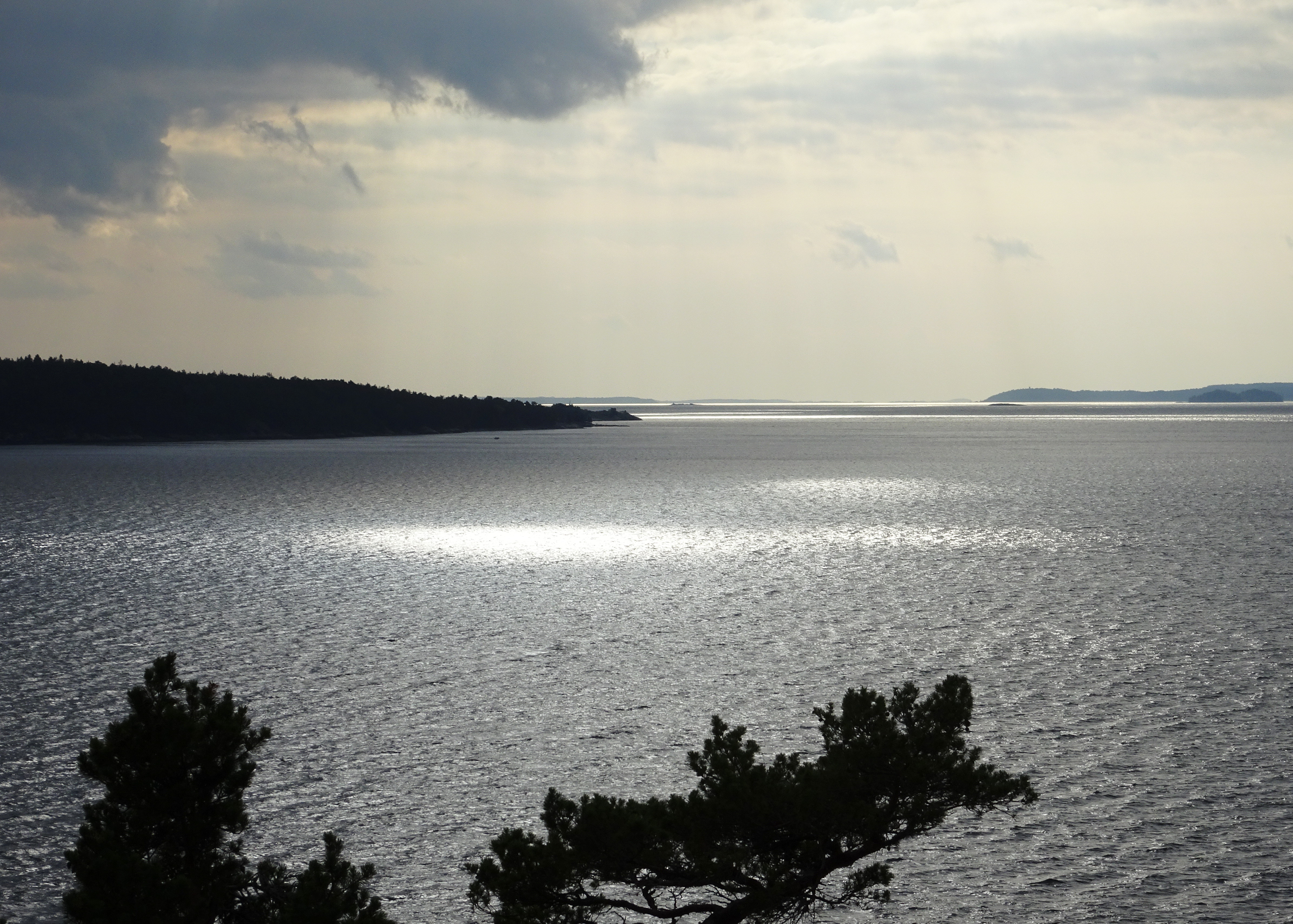
Fåglaröfjärden och Mysingen sedd från Havtornsudd
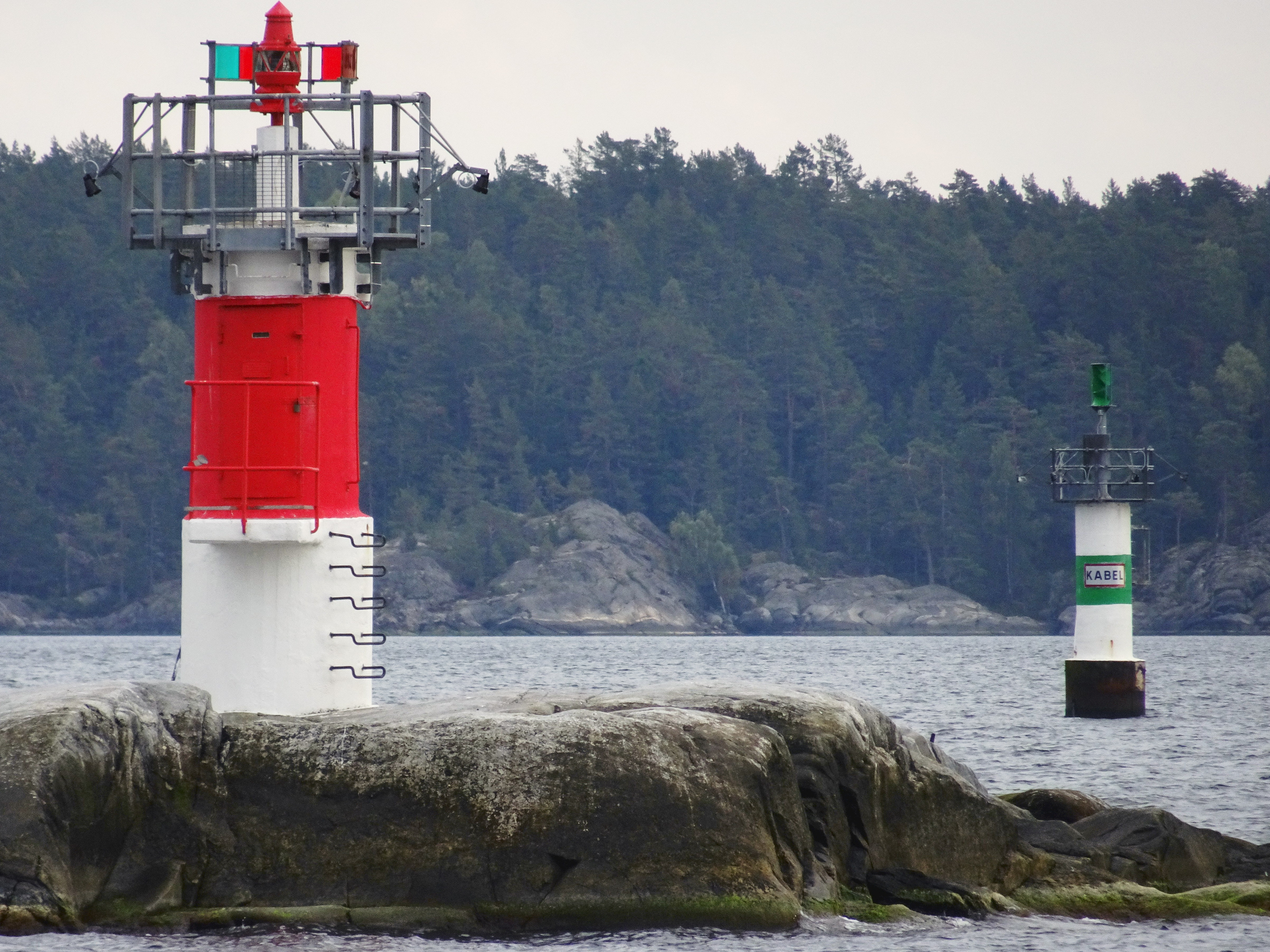
Gålö fyr som ingår i reservatet.

## Sevärdheter (urval)
- Gålö havsbad, bad och camping.
- Stegsholms gård.

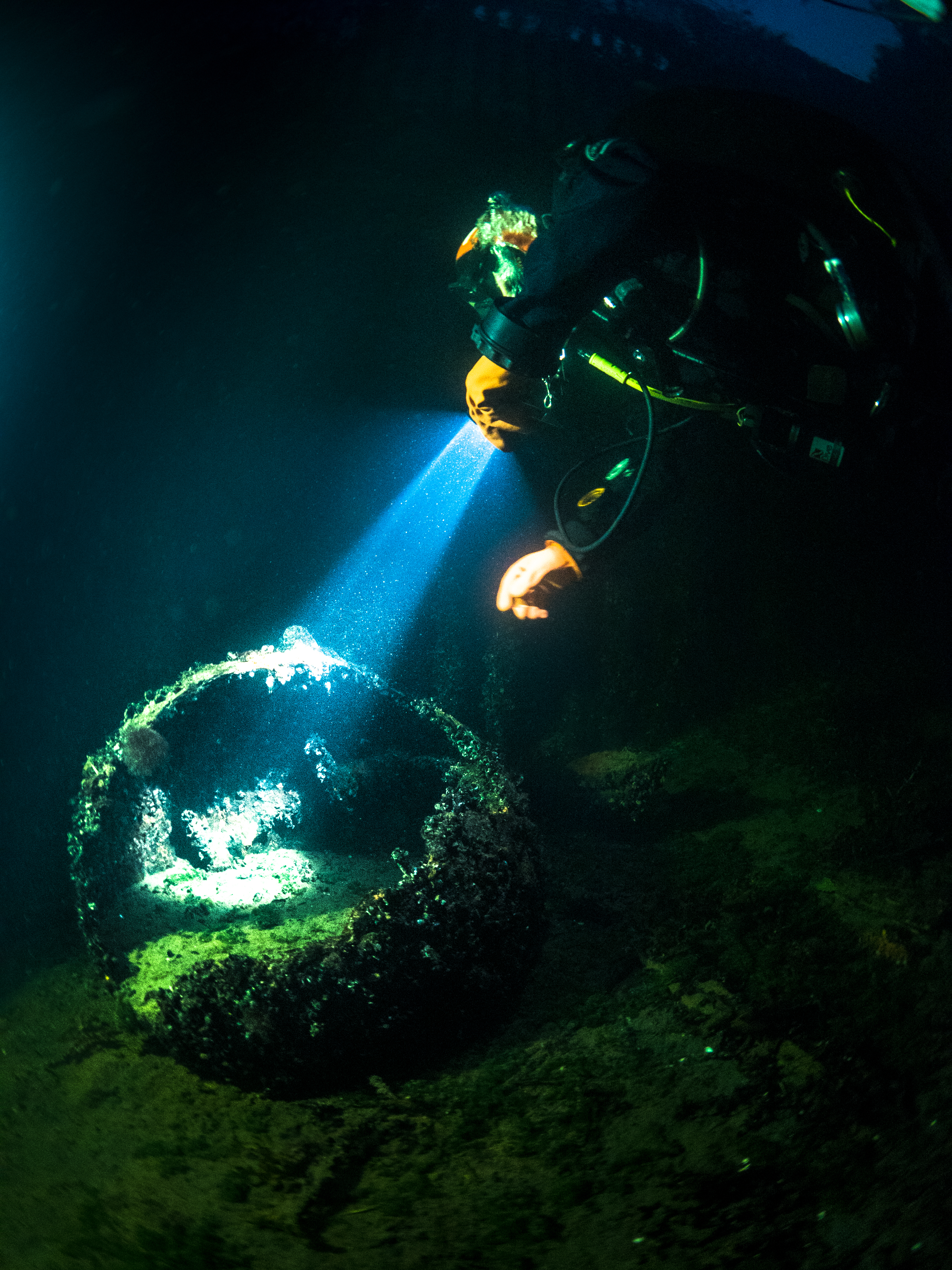
Trasig mina från andra världskriget, på botten vid Gålö.

- Halvön Havtornsudd med Havtornsuddslingan.
- Gålös jättegrytor.
- Fornborgar vid Nor och Nedre Bihagen.
- Gålö Gärsar hembygdsmuseum.
- Försöksstationen Palmen